# Liste der Naturschutzgebiete im Landkreis Passau
Im Landkreis Passau gibt es sieben Naturschutzgebiete. Zusammen nehmen sie eine Fläche von 899 Hektar ein. Das größte Naturschutzgebiet ist das 1987 eingerichtete Naturschutzgebiet Donauleiten von Passau bis Jochenstein.
| Name                                   | Bild | Kennung                   | Kreis                                        | Einzelheiten                                      | Position | Fläche Hektar | Datum |
| -------------------------------------- | ---- | ------------------------- | -------------------------------------------- | ------------------------------------------------- | -------- | ------------- | ----- |
| Audobel                                | BW   | NSG-00741.03 WDPA: 389576 | Landkreis Passau                             |                                                   | ⊙        | 8,97          | 2007  |
| Donauleiten von Passau bis Jochenstein |      | NSG-00277.01 WDPA: 162782 | Landkreis Passau, Passau                     | LK Passau 373,61 ha, Stadt Passau 17,65 ha        | ⊙        | 391,26        | 1987  |
| Forchenhügel und Moosleiten            |      | NSG-00741.01 WDPA: 389591 | Landkreis Deggendorf, Landkreis Passau       | LK Deggendorf 94,06 ha, LK Passau 60,15 ha        | ⊙        | 154,21        | 2007  |
| Halser Ilzschleifen                    |      | NSG-00456.01 WDPA: 163505 | Passau, Landkreis Passau                     | Stadt Passau 54,16 ha, LK Passau 35,30 ha         | ⊙        | 89,46         | 1993  |
| Obere Ilz                              |      | NSG-00535.01 WDPA: 164864 | Landkreis Freyung-Grafenau, Landkreis Passau | LK Freyung-Grafenau 286,38 ha, LK Passau 81,42 ha | ⊙        | 367,80        | 1997  |
| Unterer Inn                            |      | NSG-00094.01 WDPA: 82753  | Landkreis Passau, Landkreis Rottal-Inn       | LK Passau 260,74 ha, LK Rottal-Inn 438,50 ha      | ⊙        | 699,24        | 1972  |
| Vils-Engtal                            |      | NSG-00533.01 WDPA: 166060 | Landkreis Passau                             | Vilshofen an der Donau                            | ⊙        | 78,54         | 1997  |
| Legende für Naturschutzgebiet          |      |                           |                                              |                                                   |          |               |       |